# Censura da Wikipédia

Países onde sítios da Wikipédia estão atualmente bloqueados
Países onde sítios da Wikipédia já foram e não estão mais bloqueados
Países onde algum conteúdo específico da Wikipédia foi anteriormente censurado por algum governo

A censura da Wikipédia é uma ocorrência de limitação de acesso parcial ou total a Wikipédia, a qual ocorre ou ocorreu em determinados países, como China, França, Alemanha, Irã, Myanmar, Paquistão, Rússia, Arábia Saudita, Síria, Tunísia, Turquia, Uzbequistão e Venezuela.
Em alguns casos de censura, a Wikipédia é mais um portal dentre vários onde há uma censura geral da internet, total ou parcial, enquanto em outros casos são aplicações de medidas de prevenção de visualização de conteúdo específicos, considerado como ofensivos.
Até 2011, era possível censurar artigos individualmente em vez de todo o portal devido ao protocolo HTTP e era esta possibilidade que foi uma medida comum tomada por alguns governos até deixar de existir em 2015, quando toda a Wikipédia começou a ser executada em HTTPS. Desde então, a única opção de censura passou a ser bloquear todo o portal em uma língua específica, o que resultou em governos posteriormente revogando as censuras ou extendendo-a para o portal inteiro (de outros idiomas).
O bloqueio completo da Wikipédia está em vigor na China desde 23 de abril de 2019 e em Myanmar desde de 21 de fevereiro de 2021.

## Censura por país

### Brasil
Em 2013, a cantora Rosanah Fienngo moveu uma ação judicial contra a Wikipédia e o Google, alegando que "sua biografia continha informações ofensivas e equivocadas", referindo-se à sua idade na época, que a Wikipédia informava como sendo 58 anos e ela afirmava ter então 44 anos. Em 2017, o Tribunal de Justiça do Rio de Janeiro (TJ-RJ) negou o recurso em segunda instância, da ação que Fienngo já havia perdido em primeira instância, cuja sentença embasou-se no fato que "a informação divulgada tinha como referência os dados inseridos no registro de candidatura no Tribunal Superior Eleitoral (TSE)". Em 2012 ela havia se candidatado a vereadora no Rio de Janeiro, mas não foi eleita.
Em 2019, a assessoria do Ministério da Educação solicitou a exclusão do verbete do então ministro Abraham Weintraub, por conter supostas 'informações não confirmadas' que tem o efeito de contribuir 'para interpretações dúbias'. A comunidade da wikipédia lusófona elaborou, logo após, uma resposta de recusa, afirmando que a Wikipédia funcionava por regras muito diferentes daquelas assumidas pelo MEC.
Em novembro de 2022, a Polícia Rodoviária Federal enviou um ofício à Fundação Wikimedia requerindo a exclusão da página sobre o então diretor-geral da instituição, Silvinei Vasques, como também a identificação dos editores envolvidos nas edições do verbete. O documento afirma que o texto contém diversas informações inverídicas, como, por exemplo, a caracterização de Silvinei como 'bolsonarista'. Não obstante, o ofício reconhece que todas informações estão fundamentadas em publicações jornalísticas. O ofício acusa uma 'exposição indevida' da corporação e do dirigente. O diretor de inteligência da PRF, Luís Carlos Resichak Júnior, assina trecho do documento em que afirma existir um viés político nas edições.

### Portugal
O Tribunal da Relação de Lisboa ordenou, no dia 11 de maio de 2023, a remoção das informações acerca da relação de César do Paço com o partido Chega presentes no artigo da Wikipédia, acatando, assim, parcialmente o recurso iniciado pelos advogados de Paço contra a enciclopédia, após a rejeição da demanda na primeira instância. O Tribunal considera que o conteúdo da página causa ”stress, angústia, receio por si e pela sua família”, além de implicar uma violação do Direitos da personalidade e a possiveis 'efeitos discriminatórios'. Foi estabelecida uma multa diária de 500 euros por não cumprimento da medida. Além da eliminação do conteúdo, a enciclopédia deveria também identificar os editores envolvidos na elaboração do artigo.

### Austrália
Em 2018, Peter Kidd, juiz-chefe de um tribunal do estado de Vitória, Austrália, emitiu uma ordem para suprimir e impedir a publicação do veredicto de um julgamento contra o cardeal australiano George Pell, assim como as evidências do caso. A ordem de supressão, como também foi referido, foi aplicável a "em todos os estados e territórios australianos" e "em qualquer site ou outro formato eletrônico ou de transmissão acessível na Austrália". Isso claramente incluiu a Wikipedia, que foi citada, mas não cobrada.

### Alemanha
Em 13 de novembro de 2008, a versão da Wikipédia alemã foi bloqueada e redirecionada temporariamente para de.wikipedia.org, a raiz de uma denúncia feita pelo deputado Lutz Heilmann em desconformidade com alguns dados de sua biografia que figuravam em seu próprio artigo da versão alemã. O tribunal do condado de Lübeck tinha assegurado que dito bloqueio duraria quatro semanas, mas o deputado retirou as acusações três dias depois, em 16 de novembro. Também tem realizado ações legais contra três editores que tinham participado do dito artigo.

### Arábia Saudita
Em 11 de julho de 2006, o governo saudita bloqueou o acesso ao Google e a Wikipédia por seu conteúdo sexual e politicamente sensível. Muitos dos artigos da Wikipédia em inglês e árabe estão censurados na Arabia Saudita.

### França
Em abril de 2013, um artigo da Wikipédia que descreve a estação militar de rádio em Pierre-sur-Haute atraiu a atenção da agência de inteligência francesa DCRI (Direction centrale du renseignement intérieur). A agência pediu que o artigo sobre a instalação fosse retirado da Wikipedia em língua francesa. O DCRI pressionou Rémi Mathis, um residente francês e administrador da Wikipedia francesa, para suprimir o artigo. A Fundação Wikimedia perguntou ao DCRI que partes do artigo foram a causa do problema, assinalando que a informação do artigo reflete com exactidão um documentário de 2004 realizado por Télévision Loire 7, uma estação local de televisão francesa, que está disponível gratuitamente em Internet. A DCRI negou-se a dar estes detalhes, e reiterou sua demanda de exclusão do artigo. De acordo com um comunicado emitido pela Wikimedia França em 6 de abril de 2013:
O DCRI reuniu um voluntário da Wikipédia em seus escritórios em 4 de abril de 2013. Este voluntário, que era um daqueles que têm acesso às ferramentas que permitem a remoção de páginas, foi forçado a excluir o artigo, enquanto ele estava nos escritórios da DCRI, ele foi colocado em tal forma que ele estaria sob custódia e seria processado se ele não cumprisse. Sob pressão, ele não teve escolha a não ser excluir o artigo, apesar de explicar à DCRI que não é assim que a Wikipédia funciona. Ele alertou que os outros operadores do sistema que tentam recuperar o artigo cumprem sua responsabilidade perante a lei. Este voluntário não tinha nenhum link para esse artigo, uma vez que nunca o publicou e nem sequer sabia de sua existência antes de entrar nos escritórios da DCRI. Ele foi escolhido e convocado porque era fácil de identificar, dadas suas ações promocionais habituais de projetos da Wikipédia e da Wikimedia na França.— - Wikimedia Francia

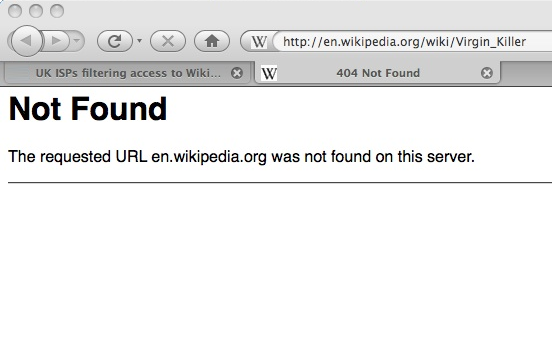
Os usuários britânicos que tentaram acessar a página de Virgin Killer, na Wikipédia em inglês, se encontraram com o Erro 404

Mais adiante, o artigo foi restaurado por um contribuinte da Wikipédia residente na Suíça. Como resultado da controvérsia, o artigo foi a página mais lida na Wikipedia em francês, com mais de 120.000 visitas durante o fim de semana de 6-7 de abril de 2013. Ademais, o artigo tem sido traduzido a vários idiomas, depois de ganhar notoriedade após o incidente. O diário francês 20 minutos, Ars Technica, e uma publicação em Slashdot, assinalaram como um exemplo do efeito Streisand em ação.

### Turquia
Em 29 de abril de 2017 às 08:00, horário local, entrou em vigor um bloqueio a todas as edições da Wikipedia, ordenado por um juiz em Ancara a petição da Autoridade das Tecnologias da Comunicação e a Informação (BTK, por suas siglas em turco), o órgão regulador nacional.

### Venezuela

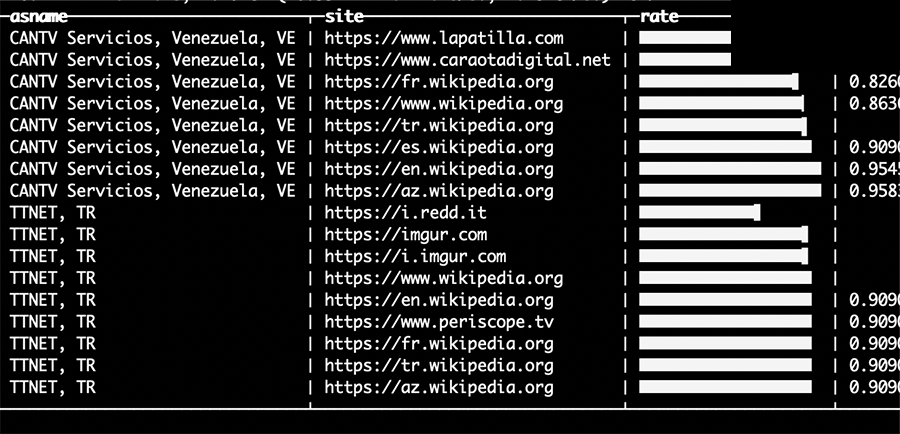
Relatório da Netblocks do incidente em desenvolvimento do bloqueio da Wikipédia na Venezuela pela CANTV em 12 de janeiro de 2019.

Na tarde de 12 de janeiro de 2019, o observatório da internet NetBlocks coletou uma evidência técnica do bloqueio de todas as edições da Wikipédia na Venezuela. As restrições foram implementadas pela CANTV, o maior provedor de telecomunicações do país. NetBlocks identificou uma interrupção importante da rede afetando à infra-estrutura de telecomunicações, que coincidiu com outras restrições afetando a capacidade dos venezuelanos para aceder à informação nas 24 horas prévias. Acha-se que a causa é uma tentativa de suprimir o artigo da Wikipédia do recém nomeado presidente da Assembleia Nacional Juan Guaidó, que o incluía como "51.° Presidente da República Bolivariana da Venezuela". A informação coletada também mostra vários sites que recentemente tinham sido restringidos, significando que a instabilidade política no país pode ser a causa principal de um regime que tem o maior controle da Internet.

### Birmânia
Em 21 de Fevereiro de 2021, a Birmânia (também conhecida como Myanmar) bloqueou o acesso à Wikipédia em todas as suas versões.